# Nuoto ai Giochi della XXVII Olimpiade - Staffetta 4x100 metri stile libero maschile
Si sono svolte 3 batterie di qualificazione. Le prime 8 squadre si sono qualificati direttamente per la finale.

## Batterie
16 settembre 2000

### 1ª batteria
| Posizione | Atleta                                                                | Paese       | Tempo        |
| --------- | --------------------------------------------------------------------- | ----------- | ------------ |
| 1         | Lars Conrad, Torsten Spanneberg, Stephan Kunzelmann e Stefan Herbst   | Germania    | 3:18.70      |
| 2         | Lorenzo Vismara, Mauro Gallo, Klaus Lanzarini e Simone Cercato        | Italia      | 3:18.86      |
| 3         | Igor Koleda, Pavel Lagun, Dmitry Kalinovsky e Oleg Rukhlevich         | Bielorussia | 3:20.85      |
| 4         | Jorge Luis Ulibarri, Eduardo Lorente, Juan Benavides e Javier Botello | Bielorussia | 3:22.76      |
| 5         | Duje Draganja, Marijan Kanjer, Ivan Mladina e Alen Lončar             | Croazia     | 3:24.96      |
| -         | Oleg Pukhnaty, Oleg Tsvetkovsky, Ravil Nachayev e Pyotr Vasilyev      | Uzbekistan  | Squalificata |
| -         | Mark Veens, Dennis Rijnbeek, Ewout Holst e Johan Kenkhuis             | Paesi Bassi | Squalificata |

### 2ª batteria
| Posizione | Atleta                                                                        | Paese        | Tempo   |
| --------- | ----------------------------------------------------------------------------- | ------------ | ------- |
| 1         | Chris Fydler, Todd Pearson, Adam Pine e Ashley Callus                         | Australia    | 3:17.37 |
| 2         | Denis Pimankov, Leonid Khokhlov, Andrei Kapralov e Aleksandr Popov            | Russia       | 3:19.70 |
| 3         | Stefan Nystrand, Johan Wallberg, Lars Frölander e Mattias Ohlin               | Svezia       | 3:19.80 |
| 4         | Romain Barnier, Frédérick Bousquet, Hugo Viart e Nicolas Kintz                | Francia      | 3:20.19 |
| 5         | Roland Schoeman, Brendon Dedekind, Nicholas Folker e Terence Parkin           | Sudafrica    | 3:21.28 |
| 6         | Arunas Savickas, Minvydas Packevicius, Saulius Binevicius e Rolandas Gimbutis | Lituania     | 3:23.68 |
| 7         | Carlos Santander, Oswaldo Quevedo, Francisco Páez e Francisco Sánchez         | Venezuela    | 3:24.64 |
| 8         | Sergey Ashihmin, Konstantin Ushkov, Dmitri Kuzmin e Alexei Pavlov             | Kirghizistan | 3:25.03 |

### 3ª batteria
| Posizione | Atleta                                                                     | Paese       | Tempo   |
| --------- | -------------------------------------------------------------------------- | ----------- | ------- |
| 1         | Scott Tucker, Anthony Ervin, Jason Lezak e Josh Davis                      | Stati Uniti | 3:15.43 |
| 2         | Fernando Scherer, Edvaldo Valério, Carlos Jayme e Gustavo Borges           | Brasile     | 3:19.29 |
| 3         | Paul Belk, Sion Brinn, Anthony Howard e Mark Stevens                       | Regno Unito | 3:20.45 |
| 4         | Vyacheslav Shyrshov, Rostyslav Svanidze, Artem Goncharenko e Pavlo Chnykin | Ucraina     | 3:21.48 |
| 5         | Craig Hutchison, Robbie Taylor, Rick Say e Yannick Lupien                  | Canada      | 3:21.98 |
| 6         | Alexei Manziula, Eithan Urbach, Oren Azrad e Yoav Bruck                    | Israele     | 3:22.06 |
| 7         | Dennis Jensen, Henrik Steen Andersen, Jeppe Nielsen e Jacob Carstensen     | Danimarca   | 3:24.78 |
| 8         | Igor Sitnikov, Andrey Kvassov, Pavel Sidorov e Sergey Borissenko           | Kazakistan  | 3:28.90 |

## Finale
16 settembre 2000
| Posizione | Atleta                                                                   | Paese       | Tempo        |
| --------- | ------------------------------------------------------------------------ | ----------- | ------------ |
|           | Michael Klim, Chris Fydler, Ashley Callus e Ian Thorpe                   | Australia   | 3:13.67 RM   |
|           | Anthony Ervin, Neil Walker, Jason Lezak e Gary Hall Jr                   | Stati Uniti | 3:13.86      |
|           | Fernando Scherer, Gustavo Borges, Carlos Jayme e Edvaldo Valério         | Brasile     | 3:17.40      |
| 4         | Torsten Spanneberg, Christian Tröger, Stephan Kunzelmann e Stefan Herbst | Germania    | 3:17.77      |
| 5         | Lorenzo Vismara, Klaus Lanzarini, Massimiliano Rosolino e Simone Cercato | Italia      | 3:17.85      |
| 6         | Stefan Nystrand, Lars Frölander, Mattias Ohlin e Johan Nyström           | Svezia      | 3:19.60      |
| 7         | Frédérick Bousquet, Romain Barnier, Hugo Viart e Nicolas Kintz           | Francia     | 3:21.00      |
| -         | Andrei Kapralov, Denis Pimankov, Aleksandr Popov e Dmitri Chernychev     | Russia      | Squalificata |